# 평판 계수법
평판 계수법은 시료의 생균수 측정법으로서 고체배지에 미생물을 배양한 다음 생성되는 집락(colony)의 수를 세는 방법이다. 고체배지 표면에 미생물을 도말한 다음 배양하는 도말평판법(spread plate method)과 미생물을 포함하는 고체배지를 부어서 배양하는 주입평판법(pour plate method) 방법이 있다.

## 순수분리
자연상태의 균은 크기가 너무 작아서 직접 분리해 내지는 못한다. 그래서 배지에서 균을 키운 뒤 콜로니 단위로 순수분리해 내고, API 키트 등을 사용하여 찾고자 하는 균이 맞는지를 판별한다. 이를 위해서는 균을 어느 정도 키워야 하는데, 이 과정을 도말평판법 또는 평판 계수법으로 진행한다.

## 도말 평판법
고체배지에 균을 스프레더나 백금이로 긁어서 균을 도말한다. 도말 평판법으로 균을 배양하면 콜로니(군집)가 스프레더로 긁은 부분에만 형성된다.
다양한 생육온도를 가지는 미생물 생균수의 측정에 사용 가능하지만 특히 한천배지가 굳기 시작하는 온도(40℃) 보다 높은 온도에서는 생존에 영향을 받는 균주들은 주입평판법 보다는 도말평판법을 사용하는 것이 좋다. 최초 시료를 적절히 희석하여 하나의 한천배지 당 25~250개의 집락이 나타나도록 조절하면 측정의 정확성과 편의성 측면에서 유리하며 직경 90 mm의 한천배지 당 100 μl 정도의 시료를 첨가하여 도말하는 것이 적당하다.
대장균을 포함한 대다수의 균이 사용하는 도말 방법이다.

## 주입 평판법
빈 배지에 균을 접종하고, 그 위에 고체 배지를 혼합한다. 배지가 다 굳으면 균이 배지 전체에 형성된다.
적절히 희석한 시료를 45℃ 정도의 한천배지와 잘 섞어서 plate에 부은 후 배양을 하는 방법으로서 한천배지가 굳기 전에 시료와 골고루 섞이도록 주의하여야 한다. 하나의 plate에 부을 수 있는 배지의 양(20 ml 내외)을 분주하여 멸균한 다음 45℃에서 보관하여 두고 시료를 섞기 전 꺼내서 사용하면 된다. 배양 후 집락의 수를 측정하는 방법은 도말평판법과 동일하다. 이 방법을 사용할 경우 호기성 미생물은 배지 표면에서는 잘 자라지만 배지 아랫쪽에서는 늦게 자라기 때문에 집락의 크기에 차이가 생길 수 있으며 미호기성의 미생물은 오히려 배지 아래쪽에서 더 잘 자라기도 한다.

## 응용
단일 군락이 이루어질 경우 이를 이용해 생균수를 측정할 수 있다. 단 곰팡이처럼 균사를 사용하는 경우는 생균수 측정이 어렵다.

## 같이 보기
- 배양
- 배지
- 미생물
- 미생물학
- API